# محمدرفیع بارکزی
محمدرفیع بارکزی (زادهٔ ۶ ژوئن ۱۹۹۰) یک بازیکن فوتبال اهل افغانستان است.
از باشگاه‌هایی که در آن بازی کرده‌است می‌توان به باشگاه فوتبال طوفان هریرود اشاره کرد.
وی همچنین در تیم ملی فوتبال افغانستان بازی کرده‌است.